# Jitka Zelenková
Jitka Zelenková (Csehszlovákia, Brno, 1950. június 5.–) énekesnő, a cseh könnyűzene kiemelkedő egyénisége.

## Lemezei
- 1979 Zázemí
- 1981 Kdo jsem vlastně já
- 1982 Close up
- 1983 V tuto chvíli
- 1985 Máme si co říct
- 1987 Bez lásky láska není
- 1992 Zázemí II.
- 1993 Jen pár večerů
- 1994 Perly
- 1998 Bez lásky láska není – 20x Jitka Zelenková
- 2000 Jitka
- 2004 Sametový hlas
- 2006 Pod kůží
- 2007 Moje vánoce
- 2010 Zlatá kolekce

## Külső hivatkozások
- Hivatalos weboldala

## Fordítás
- Ez a szócikk részben vagy egészben a Jitka Zelenková című cseh Wikipédia-szócikk fordításán alapul.  Az eredeti cikk szerkesztőit annak laptörténete sorolja fel. Ez a jelzés csupán a megfogalmazás eredetét és a szerzői jogokat jelzi, nem szolgál a cikkben szereplő információk forrásmegjelöléseként.